# Limni Άgra
Limni Άgra este o arie protejată (arie specială de conservare — SAC, sit de importanță comunitară — SCI) din Grecia întinsă pe o suprafață de 1.196,23 ha, integral pe uscat.

## Localizare
Centrul sitului Limni Άgra este situat la coordonatele 40°48′25″N 21°55′45″E / 40.806939°N 21.929263°E.

## Înființare
Situl Limni Άgra a fost declarat sit de importanță comunitară în august 1996 pentru a proteja 8 specii de animale. Situl a fost protejat și ca arie specială de conservare în martie 2011.

## Biodiversitate
Situată în ecoregiunea mediteraneană, aria protejată conține 8 habitate naturale: Lacuri eutrofice naturale cu vegetație de tip Magnopotamion sau Hydrocharition, Râuri mediteraneene cu debit intermitent, cu specii de Paspalo-Agrostidion, Pajiști umede mediteraneene cu ierburi înalte de Molinio-Holoschoenion, Mlaștini calcaroase cu Cladium mariscus și specii de Caricion davallianae, Păduri panonice-balcanice de stejar turcesc - stejar sesil, Păduri de Quercus trojana, Galerii de Salix alba și de Populus alba, Păduri de Platanus orientalis și Liquidambar orientalis (Platanion orientalis).
La baza desemnării sitului se află mai multe specii protejate:
- amfibieni (1): Triturus macedonicus
- mamifere (1): vidră de râu (Lutra lutra)
- nevertebrate (2): Austropotamobius torrentium, Paracaloptenus caloptenoides
- pești (3): Barbus balcanicus, Rhodeus meridionalis, câră (Sabanejewia balcanica)
- reptile (1): țestoasă bănățeană (Testudo hermanni)

Pe lângă speciile protejate, pe teritoriul sitului au mai fost identificate 5 specii de amfibieni, 2 specii de mamifere, 2 specii de pești, 7 specii de reptile.